# Андромаха (співачка)
Андромаха Дімітропулу (нар. 12 жовтня 1994), відома як Андромаха, рідше Андромахі — грецька співачка, що представляла Кіпр на Пісенному конкурсі Євробачення 2022 з піснею «Ela» (грец. Έλα).

## Біографія
Андромаха виросла в Німеччині. Коли їй було 10 років, вона разом із батьками переїхала до Лечена, муніципалітету на північному заході Пелопоннесу. Після школи Андромаха почала вивчати німецьку мову в Афінах. Паралельно співала в барах і клубах Лечена, Амаліади й Газі.

## Кар'єра
У 2015 році співачка стала учасницею другого сезону грецької адаптації конкурсу The Voice, де приєдналася до команди Міхаліса Куінеліса. Андромаха вибула у першому шоу живих виступів. 
У 2017 році випустила свою першу пісню «To Feggari» на Panik Records. Вона зробила свій прорив на грецькій музичній сцені зі своїм четвертим записом «Na Soun Psema».

### Євробачення
9 березня 2022 року національний мовник Кіпру RIK оголосив, що Андромаха представлятиме країну на Євробаченні 2022. Того ж дня була представлена конкурсна пісня під назвою «Ela».

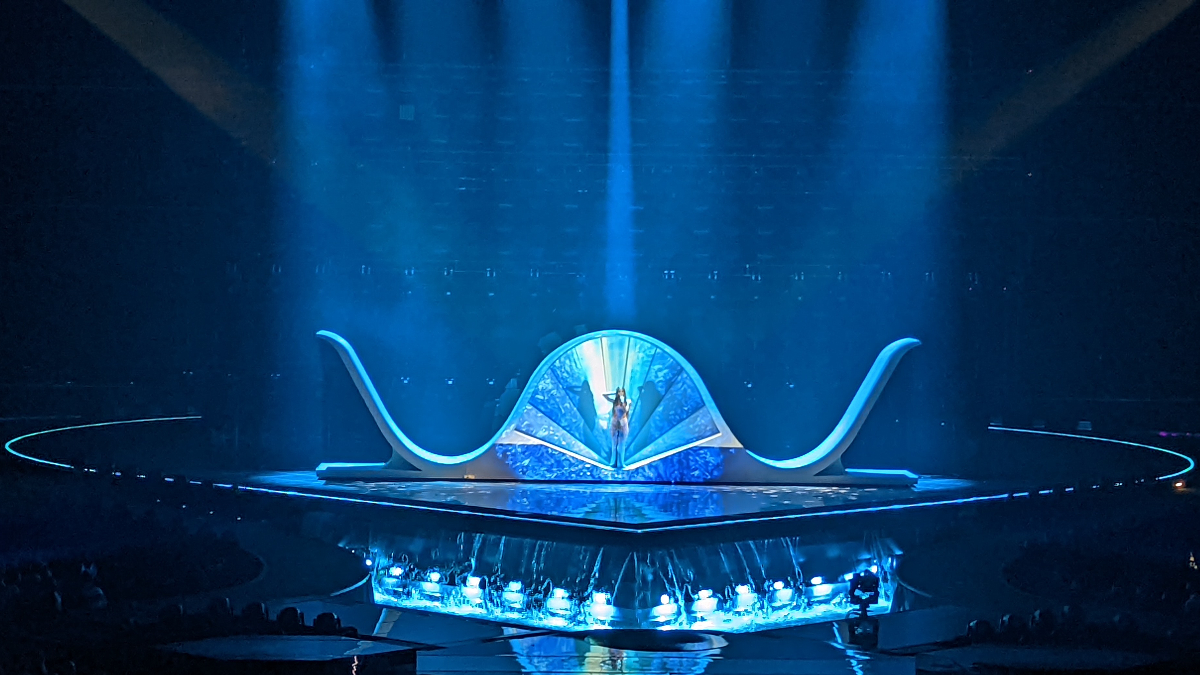
Андромаха на сцені Євробачення 2022

Кіпр виступив на пісенному конкурсі Євробачення 12 травня 2022 року під 9 номером. Попри те, що Андромаха посіла 9 місце з 54 балами від глядачів, голосування журі принесло співачці лише 18 (останнє) місце з 9 балами. У загальному підсумку Кіпр посів 12 місце зі 63 балами й не зміг кваліфікуватися до фіналу вперше з 2013 року.